# 關布林島
關布林島是智利的島嶼，位於該國南部太平洋海域，由伊瓦涅斯將軍艾森大區負責管轄，屬於喬諾斯群島的一部分，長16公里、寬8公里，面積1,540.93平方公里，最高點海拔高度218米，該島自1967年6月被列為國家公園。
44°51′S 75°05′W / 44.85°S 75.08°W